# Taubenturm Château de la Roche Pontissac

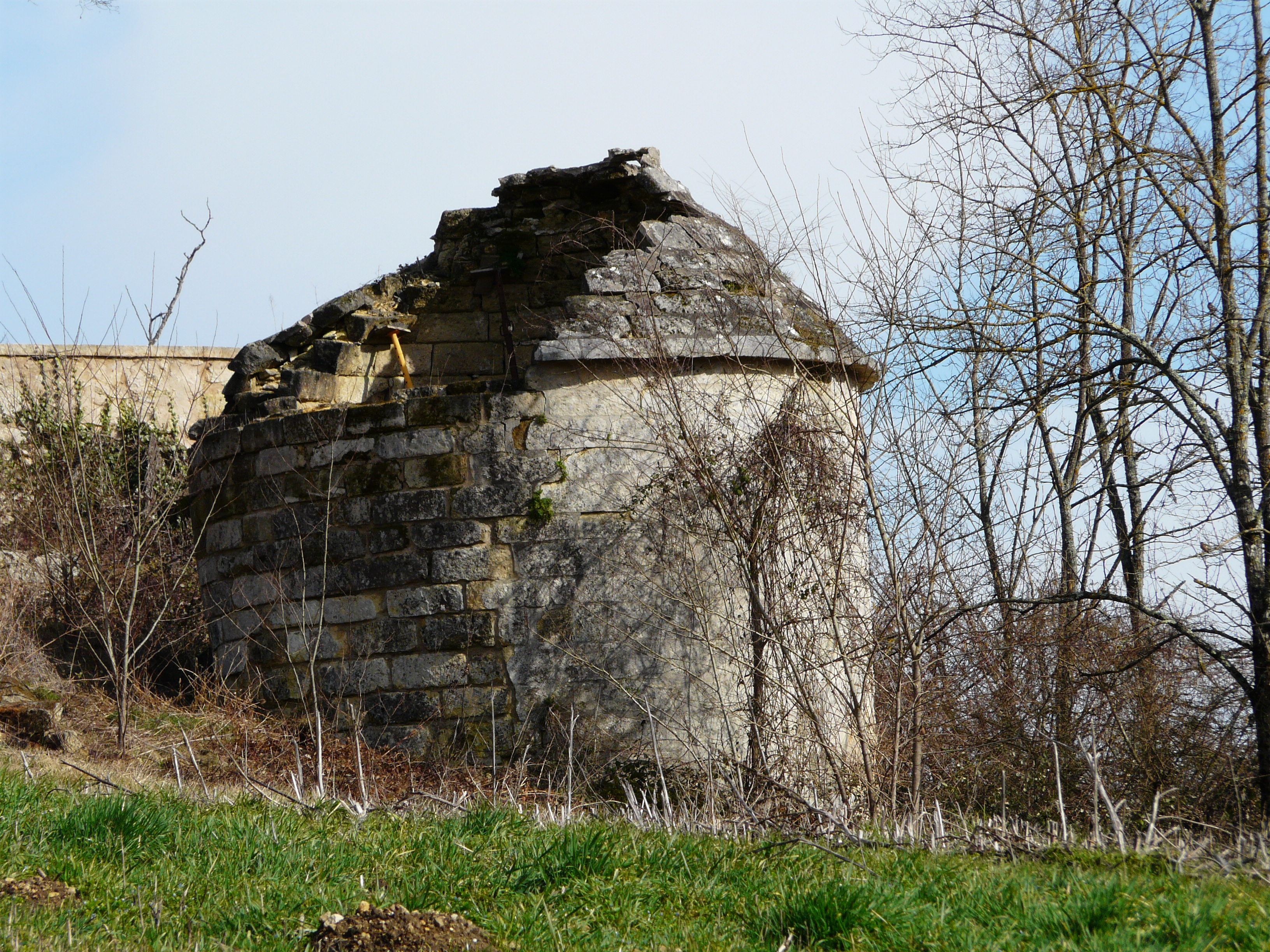
Taubenturm in Saint-Front-d’Alemps (2009)

Der Taubenturm (französisch colombier oder pigeonnier) des Château de la Roche Pontissac in Saint-Front-d’Alemps, einer französischen Gemeinde im Département Dordogne in der Region Nouvelle-Aquitaine, wurde vermutlich im 16. Jahrhundert errichtet und steht als Teil des Schlosses unter Denkmalschutz.
Der runde Taubenturm aus exakt bearbeitetem Haustein und einem eingestürzten Kuppeldach ist dem Verfall preisgegeben.